# 오은주
오은주(본명: 오은례, 1966년 ~ )은 대한민국의 가수이다. 히트곡으로 《돌팔매》(1990년), 《사랑의 포로》(2002년)가 유명하다.
현재 거주지는 경기도 고양시 일산서구 탄현동이다.

## 생애
오은주는 2남 2녀 중 셋째로 태어났다. 어릴적부터 노래를 잘해 천재 꼬마 가수라는 애칭을 가지고 있었다. 그녀가 7세가 되던 해에 공연극장 무대에서 처음 정식으로 노래를 부르게 되면서 가수로 데뷔하였다. 그리고 8~9세 정도 되었을 무렵에 개인 음반을 취입하기 시작하였다. 그러나 이후 대중들에게 별 관심을 얻지 못하고 거의 무명생활을 지내야만 했다.
오은주는 1982년에 트로트로 전향하여 정상에 서기 위해 노력하여 1988년에 〈지나가는 비〉라는 곡으로 호응을 얻기 시작, 1990년에 신파조의 가사와 여성의 진솔한 심정을 실은 트로트 《돌팔매》(작사: 김동찬/ 작곡: 김수환)가 대중들에게 널리 알려지면서 정상급 인기가수로 올라서게 되면서 호소력 짙은 목소리로 무대 위의 작은거인이라는 닉네임을 가지게 되었다. 《돌팔매》의 인기로 DJ친목회 올해의 가수상 전통가요 우수신인 부문에 선정되기도 하였다.
한동안 인기대열에서 주름잡으며 왕성한 활동을 이어가다가 2002년에는 모든 세대들에게 유명한 트로트《사랑의 포로》(작사: 김병걸/ 작곡: 정원수)를 부르며 활동하기 시작하며 또 한번의 인기를 얻었다. 특히 《사랑의 포로》는 중국 가수 진웨뉘가 부르기도 했고 《박경림의 화려한 외출》에 출연했던 태연이 부르기도 했다. 2009년에는 데뷔 이래 처음으로 전국투어 콘서트를 개최하였으며 일본에도 진출하였다.
현재는 가수 이외에 "사랑의 밥차"에도 참여하는 등 봉사활동에도 꾸준히 전념하고 있다.

## 데뷔
- 1972년 노래 "엄마 엄마 돌아와요"

## 음반
- 2020년 《메밀꽃 사랑》
- 2015년 《찹쌀떡》
- 2009년 《검은 눈물》 《그대는 가고》
- 2006년 《콕 박힌 그대》
- 2002년 《사랑의 포로》
- 2000년 《나는 여자예요》
- 1996년 《운전기사의 딸》
- 1993년 《밤에 피는 꽃》
- 1990년 《돌팔매》
- 1988년 《지나가는 비》
- 1982년 《돌아보지 마세요》
- 1980년 《그 사람이 왜》, 《구천동 아가씨》
- 1978년 《하얀 사랑의 집》
- 1976년 《멋쟁이 마도로스》
- 1973년 《무역선 아가씨》
- 1972년 《우리 엄마 돌아와요》

## 드라마 출연작
- 1997년 KBS 《파랑새는 있다》- 우정출연: 가수 역